# مارغريت ماكنزي
مارغريت ماكنزي (بالإنجليزية: Margaret McKenzie)‏ هي ربة منزل نيوزيلندية، ولدت في 1839، وتوفيت في 13 فبراير 1925.